# Anas gracilis
L'alzavola grigia (Anas gracilis, Buller 1869) è un uccello della famiglia degli Anatidi.

## Descrizione
Il piumaggio ha una colorazione variegata grigio-marrone uniforme su tutto il corpo tranne il dorso marrone opaco, il mento e la gola sono bianchi, il becco verde scuro e gli occhi sono color rosso cupo. Le penne remiganti secondarie dell'ala hanno il caratteristico specchio blu-nero lucido orlato di bianco. I maschi sono più grandi delle femmine ma entrambi i sessi sono simili.
L'alzavola grigia può essere confusa con la femmina della alzavola castana (Anas castanea) la quale però ha una colorazione della gola e del mento marrone pallido, anziché bianco. Il maschio dell'alzavola castana è invece ben distinguibile, essendo principalmente castano-rossiccio nel petto e nei fianchi, colore marrone scuro sopra e con una testa e un collo verde lucido. Le due specie coincidono per habitat, abitudini e verso; spesso si mescolano insieme vivendo a contatto.

## Habitat

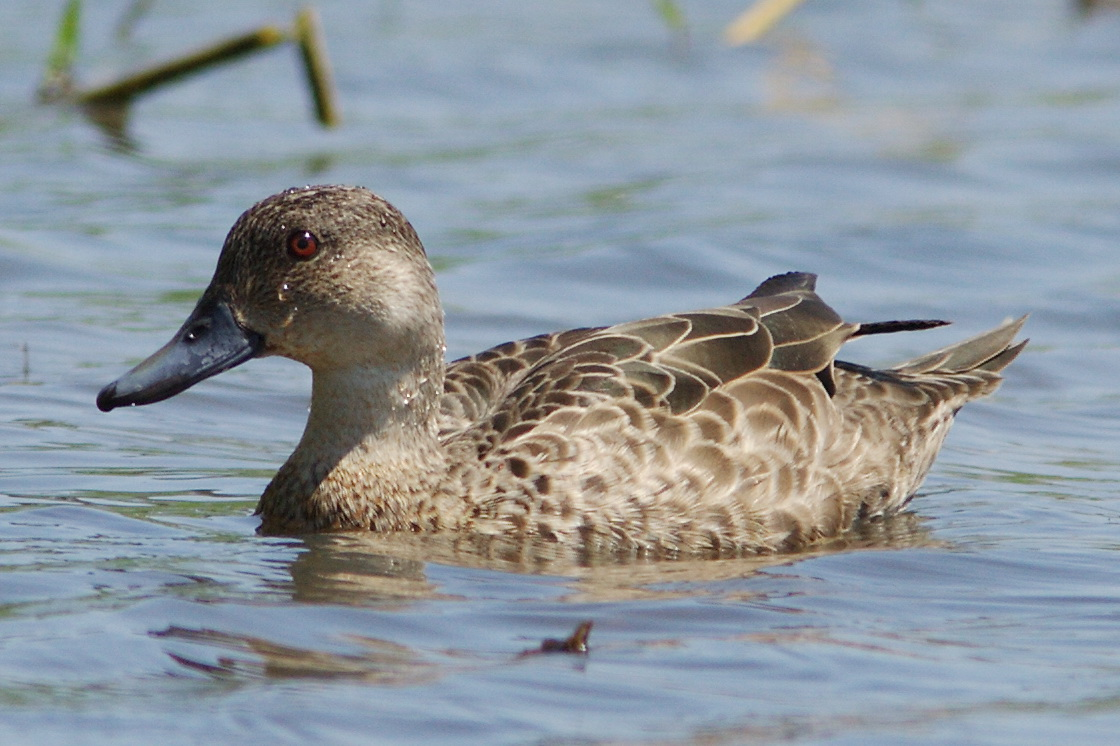
Altro esemplare di alzavola grigia

È originaria della Nuova Guinea, Australia, Nuova Zelanda, Vanuatu e Isole Salomone, è comune in tutte le zone umide. Molto adattabile, può vivere anche in acque salmastre e può essere trovata anche in piccoli stagni in zone aride dell'interno. L'habitat favorito sono stagni, fiumi e paludi, dove questi uccelli possono essere trovati in numeri abbastanza grandi.
Durante i periodi di siccità, è molto mobile e va alla ricerca di acqua, coprendo anche grandi distanze.

## Alimentazione
La dieta è varia, include piante asciutte della terra, piante acquatiche, semi, crostacei ed insetti e le loro larve. Possono nuotare in superficie, filtrare il fango tramite il becco, capovolgersi e mangiare sottacqua nuotando, o sostare sulla superficie dell'acqua sopra materia vegetale.